# Festuca lapidosa
Festuca lapidosa är en gräsart som först beskrevs av Árpád von Degen, och fick sitt nu gällande namn av Markgr.-dann. Festuca lapidosa ingår i släktet svinglar, och familjen gräs.
Artens utbredningsområde är Kroatien. Inga underarter finns listade i Catalogue of Life.